# Terza Categoria 1909
I campionati di Terza Categoria del 1909 furono la quinta edizione del campionato di calcio di tale categoria. Il campionato non aveva limiti di età.
Le società affiliate erano inserite nei propri campionati regionali, ed erano ripartite con evidenti criteri di viciniorità per evitare eccessive spese di trasporto.
I campionati erano organizzati direttamente dai consiglieri federali per la propria regione di residenza.

## Gironi

### Piemonte

#### Squadre partecipanti
| Club                         | Città    | Stadio |
| ---------------------------- | -------- | ------ |
| Junior Torino                | Torino   |        |
| Juventus III                 | Torino   |        |
| Piemonte II                  | Torino   |        |
| Pulvis et Sol                | Chieri   |        |
| F.B.C. Santhiatese           | Santhià  |        |
| Società Ginnastica e Scherma | Novara   |        |
| Torino III                   | Torino   |        |
| Veloce Club Pinerolo         | Pinerolo |        |
| Veloces Biella               | Biella   |        |

#### Calendario

##### Primo turno
|                | Risultati |                   | Luogo e data                                |  |
| -------------- | --------- | ----------------- | ------------------------------------------- |  |
| Veloces Biella | 8 - 1     | Ginnastica Novara | Biella, 21 marzo 1909                       |  |
| Junior         | 4 - 3     | Piemonte          | Torino (Velodromo Umberto I), 21 marzo 1909 |  |
| Pulvis et Sol  | 0 - 1     | Juventus III      | Chieri, 21 marzo 1909                       |  |
| Pinerolo       | 2 - 0     | Torino III        | Pinerolo, 21 marzo 1909                     |  |
|                |           |                   |                                             |  |

##### Secondo turno
|             | Risultati |                | Luogo e data           |  |
| ----------- | --------- | -------------- | ---------------------- |  |
| Santhiatese | 1 - 1 dts | Veloces Biella | Santhià, 28 marzo 1909 |  |
|             |           |                |                        |  |

|                | Ripetizione |             | Luogo e data          |  |
| -------------- | ----------- | ----------- | --------------------- |  |
| Veloces Biella | 3 - 1       | Santhiatese | Biella, 4 aprile 1909 |  |
|                |             |             |                       |  |

##### Semifinali
|                | Risultati |              | Luogo e data             |  |
| -------------- | --------- | ------------ | ------------------------ |  |
| Veloces Biella | 2 - 0     | Junior       | Biella, 2 maggio 1909    |  |
| Pinerolo       | 2 - 0     | Juventus III | Pinerolo, 18 aprile 1909 |  |
|                |           |              |                          |  |

##### Finale
|          | Risultati |                | Luogo e data             |  |
| -------- | --------- | -------------- | ------------------------ |  |
| Pinerolo | 2 - 0     | Veloces Biella | Vercelli, 23 maggio 1909 |  |
|          |           |                |                          |  |

#### Verdetti
- Club Veloce Pinerolo campione piemontese di Terza Categoria 1909.[2]

### Lombardia

#### Girone milanese

##### Squadre partecipanti
| Club            | Città  | Stadio |
| --------------- | ------ | ------ |
| Ausonia II      | Milano |        |
| Libertas II     | Milano |        |
| US Milanese III | Milano |        |

##### Calendario
|                 | Risultati |                 | Luogo e data          |  |
| --------------- | --------- | --------------- | --------------------- |  |
| Ausonia II      | 2 - 5     | US Milanese III | Milano, 21 marzo 1909 |  |
| US Milanese III | 4 - 1     | Libertas II     | Milano, 28 marzo 1909 |  |
| Libertas II     | n.d.      | Ausonia II      | Milano, 4 aprile 1909 |  |
|                 |           |                 |                       |  |

#### Girone provinciale

##### Squadre partecipanti
| Club               | Città     | Stadio |
| ------------------ | --------- | ------ |
| F.C. Bergamo       | Bergamo   |        |
| Collegio Facchetti | Treviglio |        |
| Forti e Liberi     | Brescia   |        |

##### Calendario
Nota bene: il 21 marzo 1909 si sarebbe dovuto disputare l'incontro tra il Forti e Liberi di Brescia e il Collegio Facchetti di Treviglio, ma il Collegio Facchetti non si presentò in campo e perse a tavolino per forfait. Inoltre il Collegio Facchetti si ritirò dal campionato, per cui la sconfitta a tavolino non fu conteggiata ai fini della classifica e la FIF stabilì di trasformare il girone da "girone semplice" a "girone doppio" facendo disputare anche la partita di ritorno tra le due squadre rimaste in gara.
|                | Risultati |                | Luogo e data           |  |
| -------------- | --------- | -------------- | ---------------------- |  |
| Forti e Liberi | 1 - 5     | Bergamo        | Brescia, 28 marzo 1909 |  |
| Bergamo        | 10 - 0    | Forti e Liberi | Milano, 4 aprile 1909  |  |
|                |           |                |                        |  |

#### Calendario
|                 | Risultati |                 | Luogo e data            |  |
| --------------- | --------- | --------------- | ----------------------- |  |
| Bergamo         | 1 - 1     | US Milanese III | Bergamo, 18 aprile 1909 |  |
| US Milanese III | 1 - 3     | Bergamo         | Milano, 25 aprile 1909  |  |
|                 |           |                 |                         |  |

#### Verdetti
- Bergamo campione lombardo di Terza Categoria 1909.[4]

### Veneto

#### Squadre partecipanti
| Club                           | Città   | Stadio |
| ------------------------------ | ------- | ------ |
| Ginnastica e Scherma Padova II | Padova  |        |
| Vicenza II                     | Vicenza |        |

#### Calendario
|                                | Risultati |                                | Luogo e data           |  |
| ------------------------------ | --------- | ------------------------------ | ---------------------- |  |
| Vicenza II                     | 3 - 0     | Ginnastica e Scherma Padova II | Vicenza, 9 maggio 1909 |  |
| Ginnastica e Scherma Padova II | 0 - 5     | Vicenza II                     | Padova, 20 maggio 1909 |  |
|                                |           |                                |                        |  |

#### Verdetti
- Vicenza II campione veneto di Terza Categoria 1909.[4]

### Liguria

#### Squadre partecipanti
| Club             | Città  | Stadio |
| ---------------- | ------ | ------ |
| Genoa C.F.C. III | Genova |        |
| Spinola F.C. II  | Genova |        |

#### Calendario
|            | Risultati |           | Luogo e data          |  |
| ---------- | --------- | --------- | --------------------- |  |
| Genoa III  | 1 - 1     | Spinola   | Genova, 14 marzo 1909 |  |
| Spinola II | 0 - 6     | Genoa III | Genova, 21 marzo 1909 |  |
|            |           |           |                       |  |

#### Verdetti
- Genoa III campione ligure di Terza Categoria 1909.[2]

### Toscana

#### Squadre partecipanti
| Club           | Città   | Stadio                                                      |
| -------------- | ------- | ----------------------------------------------------------- |
| Firenze F.B.C. | Firenze | Prato del Quercione (attuale Parco delle Cascine) a Firenze |
| Itala F.C.     | Firenze | Prato del Quercione (attuale Parco delle Cascine) a Firenze |
| Lucca          | Lucca   | -                                                           |
| Pisa F.C.      | Pisa    | Velodromo Stampace                                          |
| S.P.E.S.       | Livorno | Piazzale Orlando                                            |

#### Calendario

##### Primo turno
|       | Risultati |         | Luogo e data           |  |
| ----- | --------- | ------- | ---------------------- |  |
| Itala | 2 - 3 dts | Firenze | Firenze, 14 marzo 1909 |  |
|       |           |         |                        |  |

##### Semifinali
|         | Risultati |      | Luogo e data           |  |
| ------- | --------- | ---- | ---------------------- |  |
| Firenze | 1 - 1 (*) | Spes | Firenze, 21 marzo 1909 |  |
| Lucca   | 1 - 1 dts | Pisa | Lucca, 14 marzo 1909   |  |
|         |           |      |                        |  |

(*) La Spes rifiuta di disputare i supplementari, per cui è il Firenze a passare il turno per ritiro dell'avversaria.
|       | Ripetizione |      | Luogo e data         |  |
| ----- | ----------- | ---- | -------------------- |  |
| Lucca | 2 - 0       | Pisa | Lucca, 21 marzo 1909 |  |
|       |             |      |                      |  |

##### Finale
|         | Risultati |         | Luogo e data            |  |
| ------- | --------- | ------- | ----------------------- |  |
| Lucca   | 1 - 2     | Firenze | Lucca, 4 aprile 1909    |  |
| Firenze | 1 - 0     | Lucca   | Firenze, 25 aprile 1909 |  |
|         |           |         |                         |  |

#### Verdetti
- Firenze campione toscano di Terza Categoria 1909.[4]

### Campania

#### Squadre partecipanti
| Club            | Città  | Stadio |
| --------------- | ------ | ------ |
| S.C. Audace     | Napoli |        |
| Juventus F.B.C. | Napoli |        |
| Naples F.B.C.   | Napoli |        |
| S.S. Napoli     | Napoli |        |
| Open Air        | Napoli |        |

#### Calendario

##### Primo turno
|        | Risultati |        | Luogo e data          |  |
| ------ | --------- | ------ | --------------------- |  |
| Naples | 4 - 1     | Napoli | Napoli, 21 marzo 1909 |  |
|        |           |        |                       |  |

##### Semifinali
|          | Risultati  |          | Luogo e data          |  |
| -------- | ---------- | -------- | --------------------- |  |
| Audace   | 1 - 0 dts. | Juventus | Napoli, 25 marzo 1909 |  |
| Open Air | 0 - 2      | Naples   | Napoli, 28 marzo 1909 |  |
|          |            |          |                       |  |

##### Finale
|        | Risultati |        | Luogo e data           |  |
| ------ | --------- | ------ | ---------------------- |  |
| Naples | 4 - 0     | Audace | Napoli, 18 aprile 1909 |  |
|        |           |        |                        |  |

#### Verdetti
- Naples campione campano di Terza Categoria 1909.[7]